# Loser (гурт)
Loser — американський альтернативний рок-гурт, що існував з 2001 по 2006 рік.
Джон 5, відомий як гітарист гурту Marilyn Manson, заснував гурт Loser разом зі своїм другом і продюсером Бобом Марлеттом. Марлетт порекомендував техаського співака Джо Гра, який вже мав успіх у техаському альтернативному рок-гурті Jibe, як потенційного вокаліста для гурту. Джон полетів до Техасу на концерт Jibe та одразу ж запросив Ґраха приєднатися до гурту.До гурту приєднався техаський музикант Чарльз Лі Сальваджо (Charles Lee Salvaggio) на бас-гітарі, а також колишній барабанщик The Feds Глендон Крейн (Glendon Crain). Коли склад був сформований, Loser почали працювати над дебютним альбомом Just Like You. Свій перший концерт гурт відіграв у Голлівуді, Каліфорнія, 9 червня 2005 року.
Назва Loser з'явилася як реакція на минуле Джона 5:
|  | Я був з Гросс-Пойнт, штат Мічиган, який вважається елітним районом, і я завжди був рок-дитиною. . . . Я почав грати на гітарі у 7 років. Я завжди носив рок-сорочку, і рано зробив це татуювання. Я виглядав невдахою, бо всі навколо носили поло та Brooks Brothers. Але зараз, якщо ти йдеш у клуб у поло, тебе називають невдахою. Тож я думаю, що кожен може мати відношення до цієї назви, і назва альбому, "Just Like You", підсумовує це. |

На запитання в інтерв'ю щодо звучання гурту, Джон 5 відповів: "Це просто чудова рок-музика. Це щось на кшталт Foo Fighters, Queens of the Stone Age, нью-ейдж.
Початковий успіх прийшов до гурту невдовзі після підписання контракту з Island Records, коли їхня пісня «Nobody Knows» потрапила до активних рок-радіостанцій по всій країні, а трек «Disposable Sunshine» був включений до саундтреку до фільму «Фантастична четвірка» 2005 року. Однак під час запису саундтреку Крейн ненадовго покинув гурт і був замінений барабанщиком Еліасом Андрою, другом Сальваджо. Андра мав певний успіх із власним індастріал-метал-гуртом Psycho Plague, який гастролював разом із Linkin Park. Однак Андра невдовзі пішов після того, як були зроблені промо-знімки, і повернувся Крейн. У 2006 році Loser виступали на розігріві у турі Staind's Chapter V разом із Theory of a Deadman.
Дебютний альбом Loser, Just Like You, мав вийти 9 травня 2006 року на лейблі Island/Def Jam Recordings. Водночас Джон 5 також працював з Робом Зомбі, та виник конфлікт. Оскільки Зомбі також гастролював, Джон 5 намагався знайти собі концертну заміну, поки Loser гастролював у суперечливі дати. Коли промо-матеріал для дебютного альбому вже був готовий, а дата релізу була визначена, лейбл Island Records вирішив, що йому не подобається ідея існування Loser без Джона 5, і виключив гурт з лейблу.
«Будучи одним із засновників Loser, моє рішення піти з гурту було непростим», — сказав Джон 5 у прес-релізі. «Я жонглював двома кар'єрами, як в Loser, так і в Rob Zombie, вже більше року. Я вважав, що неможливо бути у двох місцях одночасно».
Після розпаду Loser Джо Гра реформував свій далласький гурт Jibe і випустив кілька сольних синглів та відеокліпів. Чарльз Лі Сальваджо пізніше грав на бас-гітарі в Filter і гітарі в Gemini Syndrome, а також співпрацював з Джо Гра в проєкті I Am The Wolf. Наразі Андра є барабанщиком Julien-K і Dead by Sunrise. Глендон Крейн приєднався до Godhead, а згодом до Hollywood Undead.
Попри завершення роботи над альбомом «Just Like You», лейбл Island Records вирішив не випускати його у світ. Однак обмежену кількість промо-копій було розіслано радіостанціям та музичним критикам. Ці рідкісні фізичні копії альбому стали затребуваними предметами колекціонування серед шанувальників. На офіційній сторінці Loser Myspace можна завантажити треки з Just for You.

## Дискографія
| Just Like You (2006) | Just Like You (2006)       | Just Like You (2006) |
| #                    | Назва                      | Тривалість           |
| -------------------- | -------------------------- | -------------------- |
| 1.                   | «The First Time»           | 3:25                 |
| 2.                   | «Away»                     | 2:51                 |
| 3.                   | «5 A.M.»                   | 3:50                 |
| 4.                   | «Nobody Knows»             | 3:46                 |
| 5.                   | «Disposable Sunshine»      | 3:27                 |
| 6.                   | «Down»                     | 3:24                 |
| 7.                   | «Without You (Inside Out)» | 2:59                 |
| 8.                   | «Girl Like You»            | 3:15                 |
| 9.                   | «By My Side»               | 4:22                 |
| 10.                  | «Faithless»                | 3:11                 |
| 11.                  | «Love»                     | 4:29                 |

## Учасники Гурту
- Джо Гра – вокал, автор пісень
- Джон 5 – гітара, автор пісень
- Чарльз Лі Сальваджо  – басс
- Глендон Крейн  – ударні
- Боб Марлетт – продюсер, інженер, міксер, автор пісень